# Mirza Flores Gómez
Mirza Flores Gómez (Zapopan, Jalisco, 27 de junio de 1973) es una política mexicana, miembro del partido Movimiento Ciudadano (MC). Ha sido en dos ocasiones diputada federal.

## Biografía
Es licenciada en Derecho egresada de la Universidad de Guadalajara, tiene además una maestría en Estudios de las Mujeres, Género y Ciudadanía en la Universidad de Barcelona y cuenta con dos diplomados en el Instituto Tecnológico y de Estudios Superiores de Monterrey, uno en Alta Dirección y otro en Políticas Públicas.
De 1993 a 1994 fue técnica jurídica en el entonces Instituto Federal Electoral, y de 1995 a 1996 fue asistente de relatora en el Supremo Tribunal de Justicia de Jalisco. En 2003 fue consejera municipal en el Instituto Electoral y de Participación Ciudadana de Jalisco y en 2012 fue consultora en el Congreso del Estado de Jalisco. Paralelamente ocupó diversos cargos en la estructura estatal de Movimiento Ciudadano en Jalisco, siendo coordinadora de Agenda de Género de 2012 a 2015 y coordinadora de la Agenda Desarrollo Social del partido en 2013.
En 2015 fue postulada candidata de Movimiento Ciudadano a diputada federal por el Distrito 6 de Jalisco, resultando elegida para la LXIII Legislatura que concluyó en 2018. En la Cámara de Diputados fue secretaria de las comisiones de Ciencia y Tecnología; y, de Hacienda y Crédito Público; así mismo fue integrante de las comisiones de Cambio Climático; de energías renovables; de Presupuesto y Cuenta Pública; del Comité de Información, Gestoría y Quejas; de seguimiento a los trabajos de reconstrucción tras los sismos que han afectado a diversas entidades de la República Mexicana; y, Para la prevención, conservación y, en su caso, restauración del medio ambiente en las entidades federativas donde se ubican las instalaciones de PEMEX.
Solicitó y recibió licencia al cargo el 30 de marzo de 2018, para ser candidata de su partido a diputada al Congreso del Estado de Jalisco, siendo sustituida por su suplente, y retornó al cargo el 26 de julio del mismo año; sin embargo, cinco días después, el 1 de agosto, volvió a recibir licencia indefinida al cargo.
Elegida diputada a la LXII Legislatura del Congreso de Jalisco por el distrito 6 local, para el periodo de 2018 a 2021. Al término de este encargo, fue por segunda vez elegida diputada federal, en esta ocasión por el principio de representación proporcional a la LXV Legislatura de 2021 a 2024 y en la que ocupó los cargos de secretaria de la comisión de Presupuesto y Cuenta Públicas; e integrante de las de Cambio Climático y Sostenibilidad; y de Justicia.
A partir del 2024 funge como dirigente Estatal en el Estado de Jalisco de la Comisión Operativa del Partido Movimiento Ciudadano, siendo la primera mujer en ocupar este espacio desde la creación de este partido en dicha entidad.